# Distretto di Lubliniec
Il distretto di Lubliniec (in polacco powiat lubliniecki) è un distretto polacco appartenente al voivodato della Slesia.

## Geografia antropica

### Suddivisioni amministrative
Il distretto comprende 8 comuni.
- Comuni urbani: Lubliniec
- Comuni urbano-rurali: Woźniki
- Comuni rurali: Boronów, Ciasna, Herby, Kochanowice, Koszęcin, Pawonków